# NGC 4938
NGC 4938 (również PGC 45044) – galaktyka spiralna (S), znajdująca się w gwiazdozbiorze Psów Gończych. Odkrył ją John Herschel 17 lutego 1831 roku. Jest to galaktyka z aktywnym jądrem typu LINER.